# Клименко Євген Олександрович
Євге́н Олекса́ндрович Климе́нко (1 лютого 1978 р. — 21 серпня 2014 р.) — молодший сержант Збройних сил України, учасник російсько-української війни.

## Короткий життєпис
Народився 1978 року в селі Оболонь (Семенівський район, Полтавська область). Закінчив навчання в Полтавському СПТУ № 10 — налагодник технічного обладнання. В 1996—1998 роках проходив строкову службу у Збройних Силах України.
Працював в охоронних структурах — ТОВ «Семаль», ТОВ «Граніт-Агро», ТОВ НВК «Глобинський свинокомплекс».
У червні 2014 року добровольцем пішов захищати Україну. Сапер 93-ї окремої механізованої бригади.
Загинув 21 серпня 2014 року під час виконання бойового завдання в Іловайську Донецької області біля села Грабське Амвросіївського району. Тоді ж полягли Ємельяненко Ігор Володимирович; Котовий Сергій Феліксович та Скрабунов Микола Сергійович.
26 серпня похований в Оболоні. Без чоловіка лишилася дружина, без батька — троє неповнолітніх дітей.

## Нагороди та вшанування
- 14 листопада 2014 року за особисту мужність і героїзм, виявлені у захисті державного суверенітету та територіальної цілісності України, вірність військовій присязі під час російсько-української війни, відзначений — нагороджений орденом «За мужність III ступеня» (посмертно)
- У селі Оболонь відкрито меморіальну дошку честі Євгена Клименка
- Його портрет розміщений на меморіалі «Стіна пам'яті полеглих за Україну» у Києві: секція 3, ряд 5 місце 8
- Вшановується 21 серпня на щоденному ранковому церемоніалі вшанування українських захисників, які загинули цього дня у різні роки внаслідок російської збройної агресії[1]
- «Іловайський Хрест» (посмертно)